# Mohamed Salah Ben Aïssa
Mohamed Salah Ben Aïssa (arabe : محمد صالح بن عيسى), né le 1er novembre 1948 à Tunis, est un juriste, universitaire et homme politique tunisien.
Il exerce la fonction de ministre de la Justice au sein du gouvernement Essid entre février et octobre 2015.

## Biographie
Professeur agrégé en droit public à l'université de Tunis, il occupe le poste de doyen de la faculté des sciences juridiques, politiques et sociales de Tunis entre 2002 et 2008. Président de l'Association tunisienne des sciences administratives depuis 2001, il est membre du conseil scientifique et du conseil d'administration de l'Académie internationale de droit constitutionnel jusqu'en 2009, de l'International Association for Court Administration et de diverses commissions d'études sur les réformes administratives en Tunisie.
Membre du comité des experts juristes de la Haute instance pour la réalisation des objectifs de la révolution, de la réforme politique et de la transition démocratique, où il préside le comité chargé de la réforme de la justice, il est l'auteur de diverses publications et contributions à des colloques en Tunisie et à l'étranger, notamment dans le domaine des sciences administratives, du droit, du contentieux administratif et des finances publiques.
Il est nommé secrétaire général du gouvernement tunisien le 1er juillet 2011, dans le cabinet de Béji Caïd Essebsi, en remplacement de Ridha Belhaj. Le 23 janvier 2015, il est nommé au poste de ministre de la Justice et des Affaires foncières dans le gouvernement de Habib Essid, proposition confirmée le 2 février, bien que le mouvement Ennahdha se soit activé contre sa désignation. En octobre, il appelle à l'abrogation de l'article 230 du code pénal, qui criminalise les actes homosexuels, mais se voit rapidement contredit par le président de la République, Béji Caïd Essebsi, qui assure que « cela ne se produira pas ». Ses positions sur le Conseil supérieur de la magistrature déplaisent également. Le 20, il est démis de ses fonctions ministérielles,,.
En 2018, sa candidature à la Cour constitutionnelle n'est pas retenue.
Le 9 mars 2020, il est nommé secrétaire général adjoint de la Ligue arabe,. Le 15 mai 2025, il est reconduit à son poste.

## Distinctions
- Commandeur de l'ordre de la République tunisienne (23 novembre 2011)[12],[13].

## Vie privée
Il est marié et père de trois enfants.

## Principales publications
- Le principe de spécialité et les établissements publics économiques en droit tunisien et en droit français, Tunis, Centre d'études, de recherches et de publications de la faculté de droit et des sciences politiques et économiques, 1977.
- Le Conseil économique et social, Tunis, Centre d'études, de recherches et de publications de la faculté de droit et des sciences politiques et économiques, 1979.
- L'Administration médiatrice entre les responsables gouvernementaux et les citoyens : types de relations (dir.), Tunis, Institut international des sciences administratives, 1985.
- Les cours suprêmes en Afrique. La jurisprudence : droit constitutionnel, droit social, droit international, droit financier (dir.), Paris, Economica, 1989.
- Les expériences algérienne et tunisienne de planification : choix politiques et modèles de planification, Alger, ENAP, 1990.
- Le service public aujourd'hui (dir.), Tunis, Faculté des sciences juridiques, politiques et sociales de Tunis, 2010.
- La fonction publique aujourd'hui : le statut général de la fonction publique vingt-cinq ans après (dir.), Tunis, Centre de publication universitaire, 2009.
- « Pouvoir judiciaire et transition politique en Tunisie », dans Éric Gobe (dir.), Des justices en transition dans le monde arabe ? : contributions à une réflexion sur les rapports entre justice et politique, Rabat, Centre Jacques-Berque, 2016, p. 115-138 (lire en ligne).